# Slovènes
Cet article concerne le peuple slovène. Pour la langue slovène, voir Slovène.
Ne doit pas être confondu avec Slovaques.
Les Slovènes sont :
- selon la constitution de la Slovénie, le droit du sol et le droit international, les citoyens de la Slovénie et eux seuls, quelles que soient leurs langues, origines et traditions culturelles[1] ;
- selon la définition ethnique, le droit du sang et l'appartenance linguistique et culturelle, le groupe ethnique européen qui s'auto-désigne en slovène comme Slovenci, singulier Slovenec, féminin Slovenka). Ce sont des Slaves méridionaux dont la plupart vit en Slovénie avec des minorités dans les pays voisins ; cette définition n'inclut pas les minorités non-slovènes de Slovénie, comme les Magyars de Prémurie ou les italophones d'Istrie[2],[3].

Aujourd'hui, la plupart des Slovènes vivent entre les frontières de la Slovénie indépendante (environ 2 000 000 de personnes). Des minorités autochtones sont présentes dans plusieurs pays voisins, au nord de l'Italie (100 000), le sud de l'Autriche (50 000), en Croatie (13 200) et en Hongrie (6 000). Les États italien, autrichien, hongrois et croate reconnaissent officiellement les Slovènes comme une minorité présente sur leur sol.

## Les premiers Slovènes
Vers 570, des tribus slaves ont commencé à s'installer dans une région comprise entre les Alpes et la Mer Adriatique. Ces Slaves fuyaient peut-être les Avars, un peuple de cavaliers nomades qui venaient de se fixer en Europe centrale.
Entre 623 et 658, les tribus slaves comprises entre la partie supérieure de l'Elbe et de la chaine Karavanke se sont unies sous le règne de Samo (kralj Samo) dans leur premier État, appelé l'empire du roi Samo. L'union tribale s'est effondrée à la mort du roi Samo, mais un État slave plus petit, la Carinthie (en slovène Karantanija) a perduré (sa plus grande part est aujourd'hui en Autriche).

## Les Slovènes dans l'empire franc
À cause du danger pressant des tribus Avars venues de l'est, les Carinthiens ont accepté une union avec la Bavière en 745 et, plus tard, ont accepté la domination des Francs et ont adopté le christianisme au VIIe siècle. Le dernier État slave de la région a été la principauté du prince Kocelj. Elle perd son indépendance en 874. Le territoire ethnique slovène est alors considérablement réduit à cause de la pression des Allemands à l'ouest et de l'arrivée des Hongrois dans la plaine pannonienne. Le territoire se stabilise dans sa forme actuelle au XVe siècle.
Les plus anciens documents écrits dans un dialecte slovène sont les manuscrits de Freising (Brižinski spomeniki, Freisinger Denkmäler), datés entre 972 et 1022. Ils ont été découverts en 1803 à Freising en Allemagne. Le premier livre imprimé en slovène a été le Catéchisme et abécédaire écrit par le protestant Primož Trubar en 1550. Il a été imprimé à Tübingen en Allemagne. Jurij Dalmatin a traduit la Bible en slovène en 1584. Dans la première moitié du XVIe siècle, Hieronymus Megisar réalise un dictionnaire multilingue où la langue slovène figure.

## Les Slovènes entre leXVIIIesiècleet la Seconde Guerre mondiale
Les terres slovènes ont successivement fait partie des Provinces illyriennes, de l'empire d'Autriche puis de l'Autriche-Hongrie (dans la Cisleithanie).
De nombreux Slovènes ont émigré aux États-Unis au début du XXe siècle, principalement pour des raisons économiques. Ceux qui se sont installés à Bethlehem en Pennsylvanie ont été par la suite appelés Windish.
À la suite de la Première Guerre mondiale, les Slovènes ont rejoint l'État des Slovènes, Croates et Serbes, devenu par la suite le royaume des Serbes, Croates et Slovènes et finalement le royaume de Yougoslavie.
Après la division du royaume de Yougoslavie en banovines (provinces), de 1929 à 1941, la banovine de la Drave — dont le territoire correspond en grande partie à celui de l'actuelle république de Slovénie — était peuplée en majorité de Slovènes.
En 1920, les habitants des régions bilingues de Carinthie ont décidé, lors du référendum de Carinthie, de s'associer à l'Autriche. Entre les deux guerres, la région les plus occidentales habitées par des Slovènes ont été occupées par l'Italie.
Des volontaires slovènes ont également participé à la guerre civile espagnole et à la seconde guerre italo-abyssinienne.

## Les Slovènes pendant et après la Seconde Guerre mondiale
Les Slovènes ont participé à la Force de libération nationale (NOB), à l'époque où la Yougoslavie était occupée par les puissances de l'Axe (1941-1945).
- Le chef du Haut-commandement de l'Armée des partisans slovènes Franc Rozman Stane
- Le bataillon Pohorje
- La bataille d'Osankarica
- Les héros nationaux

Il y a également eu des Slovènes dans l'armée allemande.
En 1945, la Yougoslavie s'est libérée de l'occupant et devient peu après la république fédérale socialiste de Yougoslavie, dont la Slovénie est une république socialiste.
La plus grande part de la Carinthie est restée autrichienne et entre 25 000 et 40 000 Slovènes de la Carinthie autrichienne ont été reconnus comme une minorité bénéficiant de droits spéciaux, à la suite du traité d'État autrichien (Staatsvertrag) du 27 juillet 1955. Les Slovènes de l'État autrichien de Styrie (estimés entre 1 600 et 5 000) ne sont pas reconnus et ne jouissent d'aucun droit particulier, bien que le traité en dispose autrement.
De nombreux droits accordés par le Traité d'État autrichien de 1955 ne sont toujours pas complètement garantis. Un profond courant de pensée veut que l'engagement slovène contre les forces d'occupations nazies n'a pas été une bonne chose, et en particulier, « Partisan de Tito » est une insulte répandue à l'encontre des membres de la minorité slovène. Beaucoup de Carinthiens ont (de façon assez irrationnelle) peur des revendications territoriales slovènes, mettant en avant le fait que des troupes yougoslaves ont pénétré sur le sol autrichien après chacune des deux guerres mondiales. L'ancien gouverneur de Carinthie, Jörg Haider, utilisait régulièrement ce point lorsque sa popularité décroissait et il s'appuyait sur les fortes tendances anti-slovènes fréquemment rencontrées dans la province. Un autre phénomène intéressant est le refus de certains germanophones d'accepter l'existence de la minorité slovène, qu'ils nomment Windische, du nom d'un groupe ethnique distinct des Slovènes. Cette interprétation est rejetée par les linguistes, sur la base de la langue parlée par ces populations, qui est un dialecte slovène.
La Yougoslavie a acquis quelques territoires italiens après la Seconde Guerre mondiale, mais quelque 100 000 Slovènes vivent sur le sol italien, notamment dans la région de Trieste et de Gorizia.
En 1991, la Slovénie devient un État indépendant après une courte guerre de 10 jours.

## Personnalités célèbres et les symboles
- Les habitants de la principauté Carantanie, (du VIIe siècle), sont considérés comme les précurseurs et les ancêtres des Slovènes et de la Slovénie.
- Les Manuscrits de Freising, premier texte script latine, l'emploi continu dans une langue slave et le plus ancien document en slovène, écrits vers 972-1039
- Primož Trubar, réformateur, auteur du premier livre slovène imprimé, 1508-1586
- Jurij Vega, mathématicien, physicien et officier d'artillerie, 1754-1802
- Franz Caucig, peintre, 1755-1828
- Anton Tomaž Linhart, dramaturge, historien, 1756-1795
- France Prešeren, poète national, 1800-1849
- Ivana Kobilca, réaliste et les peintres impressionnistes, 1861-1921
- Friderik Pregl, chimiste et médecin, prix Nobel de chimie, 1869-1930
- Jože Plečnik, architecte, 1872-1957
- Ivan Cankar, écrivain, 1876-1918
- Josip Broz Tito, sa mère était Slovène, homme politique et un militaire yougoslave, un des fondateurs du mouvement des non-alignés, 1892-1980
- Herman Potočnik, ingénieur et pionnier de la fusée Voyage espace, 1892-1925
- Desha Delteil, danseuse des ballets Michel Fokine 1899-1980
- Vladimir Bartol, écrivain, 1903-1967
- Edvard Kocbek, poète, écrivain, essayiste, traducteur, militant politique et combattant de la résistance, 1904-1981
- Ita Rina, actrice, reine de beauté, 1907-1979
- George Dolenz, acteur américain, 1908-1969
- Edvard Kardelj, les dirigeants communistes et les créateurs de travailleurs autonomes de gestion
- Boris Pahor, écrivain, candidate au prix Nobel, 1913-
- France Stiglic, réalisateur, 1919 – 1993
- France Bučar, homme politique, avocat, auteur, 1923-
- Lojze Kovačič, écrivain, 1929-2004
- Slavko Avsenik, compositeur et musicien, 1929-
- Jože Pučnik, intellectuel, sociologue, homme politique dissident, 1932-2003
- Franc Rodé, cardinal de l'Église catholique romaine, 1934-
- Vinko Globokar, compositeur, tromboniste, 1934-
- Boris Podrecca, architecte, 1940-
- Tomaz Salamun, poète, 1941-
- Milan Kučan, homme politique et homme d'État, premier président de la république de Slovénie, 1941-
- Andrej Bajuk homme politique, 1943-
- Micky Dolenz, acteur américain, musicien, réalisateur pour la télévision, personnalité de la radio et metteur en scène, 1945-
- Dimitrij Rupel, homme politique, 1946-
- Branko Oblak, footballeur, entraîneur, 1946-
- Drago Jančar, écrivain, dramaturge, essayiste, 1948-
- Slavoj Žižek, philosophe, 1949-
- Janez Drnovšek, homme politique, président de la Yougoslavie, le Premier ministre de Slovénie et président de la république de Slovénie, 1950-2008
- Danilo Türk, Président du Conseil de sécurité des Nations unies et président de la république de Slovénie, 1952-
- Janez Potočnik, homme politique, commissaire européen, 1958-
- Janez Janša, homme politique, 1958-
- Anton Rop, homme politique, 1960-
- Tomaž Pandur, directeur de théâtre, 1963-
- Rok Petrovič, skieur, 1966-1993
- Mateja Svet, skieuse, 1968-
- Melania Trump, première dame des États-Unis, 1970-
- Umek, musicien, 1976-
- Laibach, groupe de musique d'avant-garde, 1980-
- Tina Maze, skieuse, 1983-
- Samir Handanovič, footballeur, 1984-
- Jan Oblak, footballeur, 1993-
- Luka Dončić, joueur de basket-ball professionnel, 1999-
- Janja Garnbret, grimpeuse sportive professionnelle
- Tadej Pogačar, cycliste professionnel, notamment gagnant du Tour de France 2020 et 2021
- Primož Roglič, cycliste professionnel, notamment champion olympique du contre-la-montre à Tokyo et gagnant du Tour d'Espagne de 2019 à 2021